# Bernd Anders
Bernd Anders (ur. 30 września 1942 w Berlinie) – niemiecki bokser, medalista mistrzostw Europy z 1965, olimpijczyk. W czasie kariery bokserskiej reprezentował Niemiecką Republikę Demokratyczną.

## Kariera sportowa
Odpadł w ćwierćfinale wagi średniej (do 75 kg) na mistrzostwach Europy w 1963 w Moskwie po porażce z Emilem Schulzem z Republiki Federalnej Niemiec. Na kolejnych mistrzostwach Europy w 1965 w Berlinie zdobył brązowy medal w wadze półciężkiej (do 81 kg) po wygraniu dwóch walk i przegranej w półfinale z Peterem Gerberem z RFN.
Na igrzyskach olimpijskich w 1968 w Meksyku startował w wadze ciężkiej (ponad 81 kg). Pokonał Nancio Carrillo z Kuby, lecz w ćwierćfinale przegrał z późniejszym srebrnym medalistą Jonasem Čepulisem ze Związku Radzieckiego.
W 1970 zwyciężył w wadze ciężkiej w turnieju „Giraldo Cordova Cardin” w Hawanie, wygrywając w finale z Teófilo Stevensonem. 
Był mistrzem NRD w kategorii średniej w 1963 i 1964 oraz w kategorii ciężkiej w 1967 i 1968, wicemistrzem w wadze średniej w 1962 oraz w wadze ciężkiej w 1969 i 1970, a także brązowym medalistą w wadze ciężkiej w 1972.